# سنابل (مجلة)
مجلة سنابل هي مجلة مصرية، تصدر عن مؤسسة عالم الصغار. صدرت لأول مرة عام 1998م. شعارها: مجلة سنابل للأطفال وقطعها: 24×17 سم، تنشر فيها المجلة التسالي وارسم ولون، واضحك معنا وكلمات متقاطعة ومحطة معلومات عامة. تخلو المجلة من رسوم محترفين، ومن مساهمات من القراء، لا تعتمد المجلة على الإعلانات، المجلة غالباً لا تباع، وليست هناك إشارة إلى المواد المنشورة على الغلاف، وليس هناك تريم للعدد على الغلاف أو شعار أو أي إشارات أخرى.

## الأبواب
- مسلسل أبو الطراطير
- محطة المعلومات
- الفيل صديقي
- أنا حمادة
- تلميذ شاطر
- حمادة والنظافة
- ارسم ولون
- لغة الزهور
- كيف تتعلم الموسيقى
- وقال التاريخ
- الكلمات المتقاطعة
- باب التعارف
- لغة الطيور
- دعاء
- عجائب الرياح
- أساس الرياضة

## فريق العمل
- هيئة التحرير: علي عبد المنعم
- نائب رئيس التحرير: عبد الرحمن محمد.
- مديرا التحرير: خميس كمال الشريف، علي عفيفي.

### أبرز الكُتَّاب
- وحيد سيد
- سلوى العرابي
- ممدوح السجيني
- عبد الرحمن محمد
- مروة عبد المنعم
- سامية محمود
- أسماء عبد الرحمن